# 硝酸高钴
硝酸高钴，化学式Co(NO3)3，是绿色吸湿性固体。

## 制备
由五氧化二氮（硝酸酐）和氟化钴反应得到，也可通过电解氧化法制备。

## 性质
硝酸高钴是易挥发的固体，并且可以和某些有机溶剂剧烈反应。

## 储存
硝酸高钴在储存的时候需要保持干燥、阴凉，并在暗处保存。远离可燃物。